# 马卡拉帕

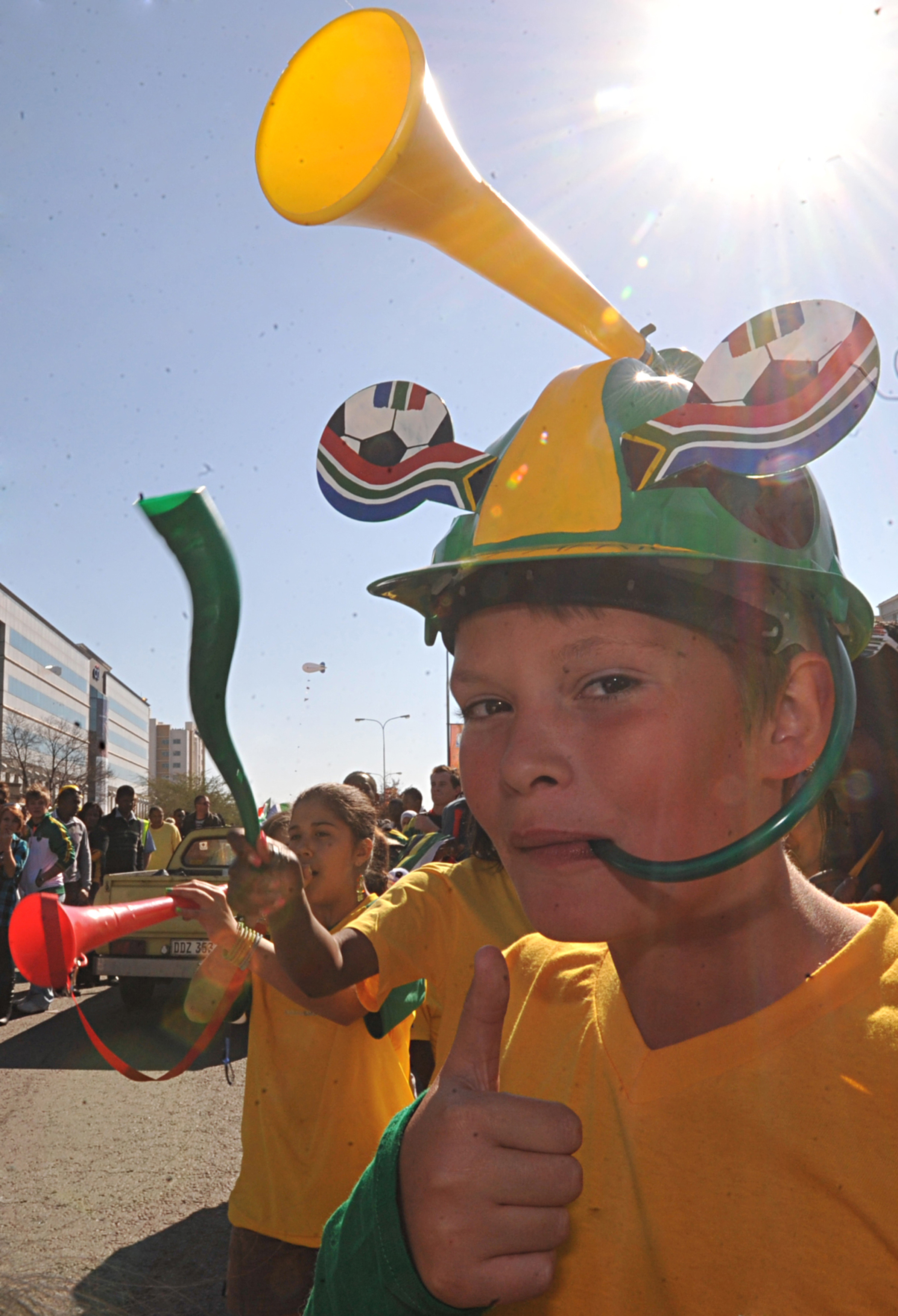
2010年南非世界杯期间，球迷戴上马卡拉帕。

馬卡拉帕（英語：Makarapa）是一種南非特有的手工切割及手繪安全帽，經過加工裝飾後可供體育愛好者使用。馬卡拉帕屬於南非球迷支持者的典型裝備，而且越來越受其他體育愛好者的歡迎。體育愛好者會花費數小時在他們的馬卡拉帕上雕刻與繪製他們所支持的俱樂部或國家的顏色以及標誌。除了馬卡拉帕之外，支持者還會戴著巨型眼鏡或印有團隊標語和徽標的盾牌。隨着2010年世界盃舉行，馬卡拉帕的國際形象以及可用性亦因而大大增加。
帽上可以绘上各种色彩和球队的标识、旗帜以及各种装饰品等。

## 歷史
“馬卡拉帕”一詞的起源可以追溯至南非開始採礦的時期。“馬卡拉帕”這個詞的字面意思為“刮刀”，是指那些離開農村地區前往城市，並透過從事採礦和建築工作來謀生的人。他們會攜帶或戴著由礦工和建築工人使用的安全帽返回家鄉；最終，這個詞演變成指保護帽本身。
在瑞士蘇黎世舉行的國際足協執委會會議上，馬卡拉帕亦有出現，該會議宣佈由南非取得2010年世界盃的主辦權。2009年9月，塞普·布拉特在國際足協的一次檢查當中收到一個馬卡拉帕作為禮物。
格蘭特·尼科爾斯為馬卡拉帕註冊了商標，編號是第2006/20971號，於2026年9月4日到期。

## 外部連結
- History of the makarapa, trademark and official website including pics and order details （页面存档备份，存于）
- Madam&Eve Makarapa Armed Response cartoon （页面存档备份，存于）
- Official makarapa website （页面存档备份，存于）